# Econ (Landschaftsökologie)
Ein Econ ist ein konkreter, vertikal betrachteter dreidimensionaler homogener repräsentativer Ausschnitt eines Ökotops, als Bestandteil einer Landschaft. Man stelle sich hierfür eine in sich homogene Grundfläche auf der Erdoberfläche vor, welche durch Einbringung einer Höhe nach oben und nach unten um eine Dimension erweitert wird und einen Raum bildet. Der Begriff wurde 2002 durch den Landschaftsökologen Jörg Löffler neu eingeführt. Er soll die kleinste mögliche Einheit einer Landschaft definieren, die als Basis für die Untersuchung vertikaler Vorgänge, vor allem Stoff- und Energieaustausch, ausgewählt wird. Der Begriff wurde als Analogie zum „Pedon“ in der Bodenkunde gebildet.
Betrachtet werden sollen die vorwiegend vertikal orientierten Materialflüsse. Der betrachtete Raum muss dabei horizontal homogen (das Gelände verändert sich nicht) sein und vertikal inhomogen (Erdatmosphäre, Hydrosphäre, Anthroposphäre, Zoosphäre, Phytosphäre, Pedosphäre, Geomorphosphäre, Lithosphäre). Das Econ bildet damit den kleinsten zur landschafts-ökologischen Analyse betrachteten geographischen Raum. Untersucht werden dabei die Vertikalstrukturen und die darin ablaufenden Prozesse. Ein Econ soll dabei nicht als Kartiereinheit einer konkreten Landschaft abgegrenzt werden und dienen, sondern nur als deren Repräsentant.
Ein verwandter Begriff, Tessera oder Messgarten, bezeichnet einen konkrete, abgegrenzte kleine landschaftsökologische Untersuchungsfläche.
Die Dimensionsstufen (Landschaftliche Einheiten) sind nach diesem Modell (von groß nach klein):
- Erde: Biosphäre, Ökosphäre
  - Zone: Ökozone, Vegetationszone
    - Region: Ökoregion
      - Chore: Ökochore
        - Top: Ökotop
          - Econ

Das Econ unterliegt nur einer vertikalen Betrachtung, alle anderen Dimensionen werden in ihrer horizontalen Ausdehnung betrachtet.

## Aufbau
Eingeschlossene Landschaftskomponenten wie zum Beispiel Erdatmosphäre, Zoosphäre, Phytosphäre, Pedosphäre und deren spezifische Prozesse bedingen sich darin, über Kompartimentgrenzen hinweg. Als kleiner repräsentativer Ausschnitt einer größeren Landschaftseinheit bietet das Econ die Grundlage für die Analyse landschaftlicher Vertikalstrukturen und dort ablaufender Prozesse.
Durch Zusammenfassen gleichartiger Econs entstandene Flächen nennt man Ökotope.